# Hugo Zöller
Hugo Zöller (Oberhausen, 12 de enero de 1852 - Múnich, 9 de enero de 1933) fue un explorador y periodista alemán.

## Biografía
Estudió derecho, viajó a los países mediterráneos entre 1872 y 1874 y fue nombrado miembro de la redacción del Kölnische Zeitung. En 1879, Zöller inició un viaje alrededor del mundo para conocer las posibilidades de adquirir tierras para un imperio colonial alemán. En 1881 y 1882, viajó por Sudamérica y las Indias Occidentales 
A finales de 1882, Zöller trabajó como corresponsal de guerra para el Kölnische Zeitung durante la campaña inglesa en Egipto. En 1884, recibió el encargo de explorar las colonias alemanas en África occidental adquiridas por Gustav Nachtigal. Zöller viajó primero a través de Togo, luego fue a Camerún, donde en 1884 exploró las montañas de Camerún con Stefan Szolc-Rogoziński y escaló el monte Camerún. 
En enero de 1885, firmó tratados de protección con ocho pequeños reinos en el borde oriental de las montañas de Camerún. El Comisario del Reich nombró a Zöller como plenipotenciario para estos territorios. En enero de 1885, Zöller viajó con Nachtigal al estuario del río Níger para reclamar para Alemania un pequeño tramo de costa, la llamada Mahinlandia, que acabó siendo otorgado a Gran Bretaña.  
En enero de 1885, un telegrama de Zöller fue publicado en el Kölnische Zeitung y posteriormente discutido en el Reichstag, informando sobre los disturbios del pueblo duala en Camerún. Durante su estancia en Camerún, Zöller recorrió el río Batanga hasta llegar a las cataratas, a las que bautizó como Cataratas Neven-Dumont en honor al propietario del periódico Kölnische Zeitung.  Luego tuvo que regresar a Alemania desde el Congo aquejado de fiebre.
En 1888, Zöller viajó a la Nueva Guinea Alemana. Durante este viaje, se convirtió en el primer europeo en penetrar en el interior de Nueva Guinea y escalar las cumbres de los montes Finisterre.

## Obras
- Rund um die Erde [La vuelta al mundo] (1881).
- Die Deutschen im brasilianischen Urwald [Los alemanes en la selva brasileña] (1883).
- Pampas und Anden [Pampas y los Andes] (1884).
- Die deutschen Besitzungen an der westafrikanischen Küste [Las posesiones alemanas en la costa de África occidental] (1885).
- Deutsch-Neuguinea und meine Ersteigung des Finisterregebirges [Nueva Guinea Alemana y mi ascenso a los montes Finisterre] (1891).
- Als Jurnalist  und Forscher in Deutschlands großer Kolonialzeit [Como periodista e investigador del gran período colonial alemán] (1930).